# Wollerau
Wollerau  je mjesto u Švicarskoj, u kantonu Schwyz.

## Vanjske poveznice
- Službena stranica